# Уильямс, Ванесса Эй
Ване́сса Эсте́ль Уи́льямс (англ. Vanessa Estelle Williams; 12 мая 1963, Бедфорд-Стайвесант, Бруклин, Нью-Йорк, Нью-Йорк, США) — американская актриса

.

## Биография и карьера
Ванесса Эй Уильямс родилась 12 мая 1963 года в Бедфорд-Стайвесанте (Бруклин, Нью-Йорк, штат Нью-Йорк, США).
Наиболее известна благодаря своим ролям в сериалах «Мелроуз Плейс» и «Одно убийство». В обоих шоу она была единственным чернокожим членом актёрского состава, а также была уволена из них после одного сезона. Её часто путают с певицей и актрисой Ванессой Уильямс, которая родилась в один год с ней. Ванесса Э. Уильямс, однако, никогда не получала известности и в основном известна благодаря сходству с Уильямс.
Уильямс снялась в сериале «Пища для души» (2000—2004), телеверсии одноимённого фильма с Ванессой Уильямс.
C 1992 года Уильямс замужем за актёром Андре Уайзманом, от которого у неё есть сын (род. 2003 или 2004). 16 апреля 2018 года Уильямс подала на развод с Уайзманом после 26-ти лет брака.